# Stardust (альбом)
Stardust — студийный альбом американской певицы Натали Коул, выпущенный в 1996 году. Натали Коул выиграла премию «Грэмми» в номинации «Лучший дуэт в музыкальном стиле поп» за песню «When I Fall In Love» вместе с Нат Кингом Коулом, на 39 церемонии вручения премии «Грэмми».
Натали Коул также выиграла «Грэмми» за «Лучшее инструментальное исполнение» вместе с аранжировщиками Аланом Бродбентом и Дэвидом Фостером.

## Список композиций
| №   | Название                                 | Длительность |
| --- | ---------------------------------------- | ------------ |
| 1.  | «There's a Lull in My Life»              | 5:22         |
| 2.  | «Stardust»                               | 4:40         |
| 3.  | «Let's Face the Music and Dance»         | 2:16         |
| 4.  | «Teach Me Tonight»                       | 3:16         |
| 5.  | «When I Fall In Love»                    | 4:12         |
| 6.  | «What a Diff'rence a Day Made»           | 3:16         |
| 7.  | «Love Letters»                           | 4:49         |
| 8.  | «He Was Too Good to Me»                  | 5:07         |
| 9.  | «Dindi»                                  | 4:36         |
| 10. | «Two for the Blues»                      | 4:22         |
| 11. | «If Love Ain't There»                    | 3:25         |
| 12. | «To Whom It May Concern»                 | 3:27         |
| 13. | «Where Can I Go Without You?»            | 4:23         |
| 14. | «Ahmad's Blues»                          | 4:13         |
| 15. | «Pick Yourself Up»                       | 3:31         |
| 16. | «If You Could See Me Now»                | 4:42         |
| 17. | «Like a Lover»                           | 5:17         |
| 18. | «This Morning It Was Summer»             | 3:24         |
| 19. | «When I Fall In Love (испанская версия)» | 4:12         |

## Позиция в чартах
| Чарт (1996)                           | Высшая позиция |
| ------------------------------------- | -------------- |
| США. Billboard 200                    | 20             |
| США. Billboard Top R&B/Hip-Hop Albums | 11             |